# Onychipodia strammea
Onychipodia strammea là một loài bướm đêm thuộc phân họ Arctiinae, họ Erebidae.